# Al Wusta
Al Wusta is een regio van Oman, en grenst aan de Indische Oceaan. De hoofdplaats is Haima (Hayma). Al Wusta telde in 2003 bij de volkstelling 22.983 inwoners op een oppervlakte van 79.700 km²; in 2010 waren er 42.111 inwoners.
De regio omvat de volgende districten (wilayat) en hun aantal inwoners in 2010:
- Ad Duqm	11.217
- Al Jazer	7.933
- Hayma	10.473
- Mahawt	12.488.